# Place de la Bourse (Bordeaux)
Place de la Bourse is een plein in de Franse stad Bordeaux. Het ligt aan de noordkant van het middeleeuwse centrum, aan de kades op de linkeroever van de Garonne.
Het plein is tussen 1730 en 1755 aangelegd door de intendant Claude Boucher en naar een ontwerp van architect Ange-Jacques Gabriel. Voor de aanleg is een stuk van de stadsmuur afgebroken. Het was de bedoeling van Claude Boucher om de middeleeuwse stad, die langs de rivier nog volledig ommuurd was, open te breken en de reiziger op (de rechteroever van) de Garonne een gastvrijere en statiger aanblik van de stad te geven. Tot de Franse Revolutie stond er een groot standbeeld van Lodewijk XV te paard op het plein. Het heette toen Place Royale. Dat beeld is tijdens de Revolutie verwijderd en het plein zou vervolgens Place de la Liberté (tijdens de Revolutie), Place Impériale (onder Napoleon I) en opnieuw Place Royale (tijdens de Restauratie) heten, om uiteindelijk in 1848, bij de val van Louis Philippe, definitief omgedoopt te worden in Place de la Bourse. Sinds 1869 staat midden op het plein de Fontaine des trois grâces, met verbeeldingen de drie gratiën, ontworpen door Louis Visconti en gebeeldhouwd door Charles Gumery.
Aan de noordzijde van het plein was het 18e-eeuwse Palais de la Bourse van oudsher de locatie van de beurs en de Kamer van Koophandel. De laatste is nog steeds in het gebouw actief, de beurs werd in 1990 opgeheven ten gunste van die van Parijs. Aan de zuidkant van het plein zit sinds 1984 het nationaal douanemuseum in het eveneens 18e-eeuwse Hôtel des Douanes, dat voordien de douane huisvestte. De ornamenten aan de gevel zijn op uiteenlopende zaken geïnspireerd, zowel uit de oudheid als de geschiedenis van de stad, waarin er verwijzingen zijn naar de slavenhandel waarmee de stad rijk is geworden.
In 2006 werd op het plein vlak bij de kade van de Garonne een 'miroir d'eau' aangelegd, een wateroppervlakte waar de gebouwen in reflecteren. Het systeem, ontworpen door de fonteinbouwer Jean-Max Llorca, de architect Pierre Gangnet en de stedenbouwkundige en landschapsarchitect Michel Corajoud, maakt het mogelijk om een spiegeleffect te creëren met een waterbekken met daarin 2 cm water op een granieten plaat en een misteffect dat tot 2 meter hoog kan worden. Ook is de tramhalte op het plein ontdaan van stadmeubilair om het aanzicht niet te hinderen.

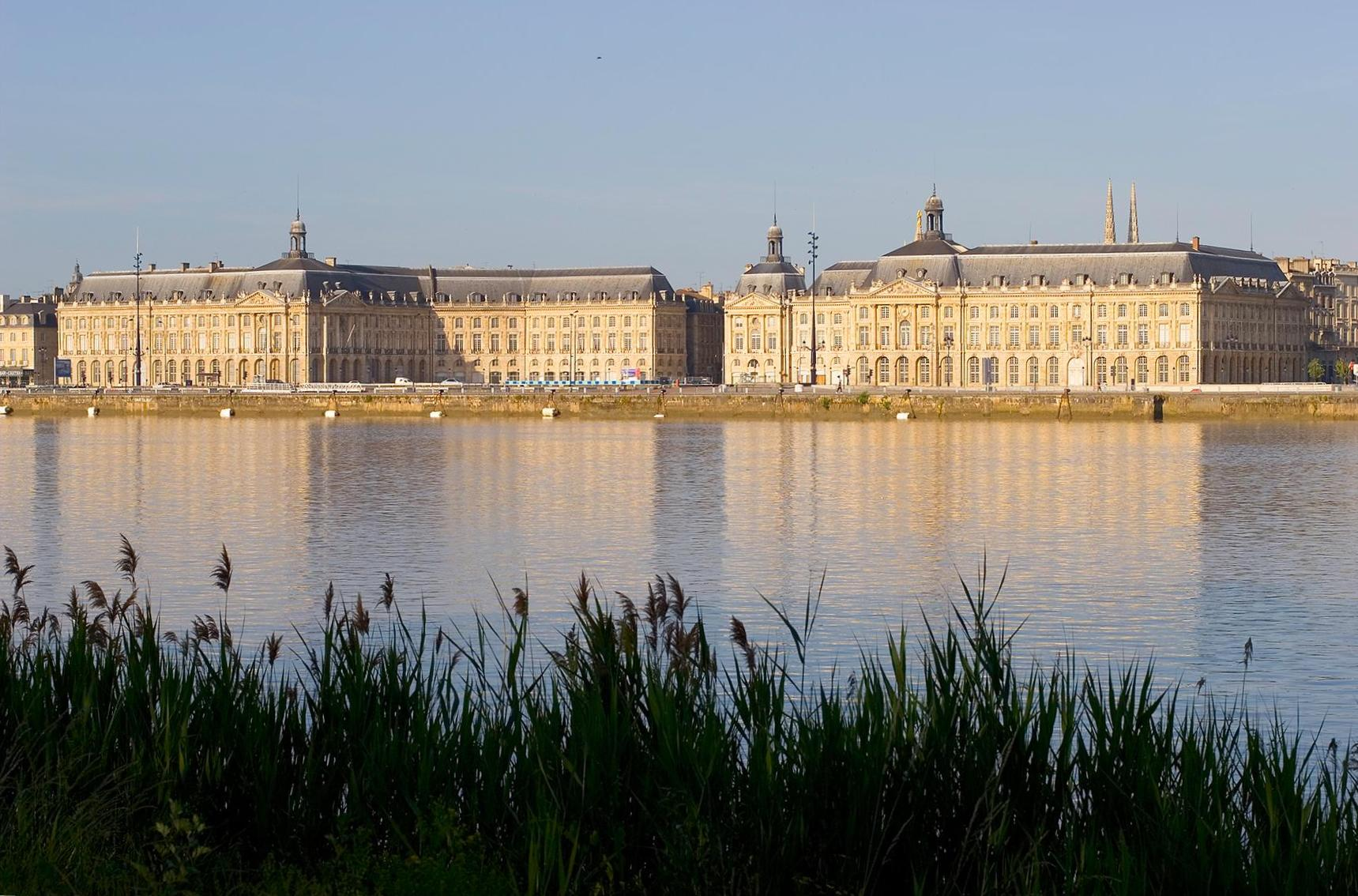
Place de la Bourse vanaf de rechteroever gezien
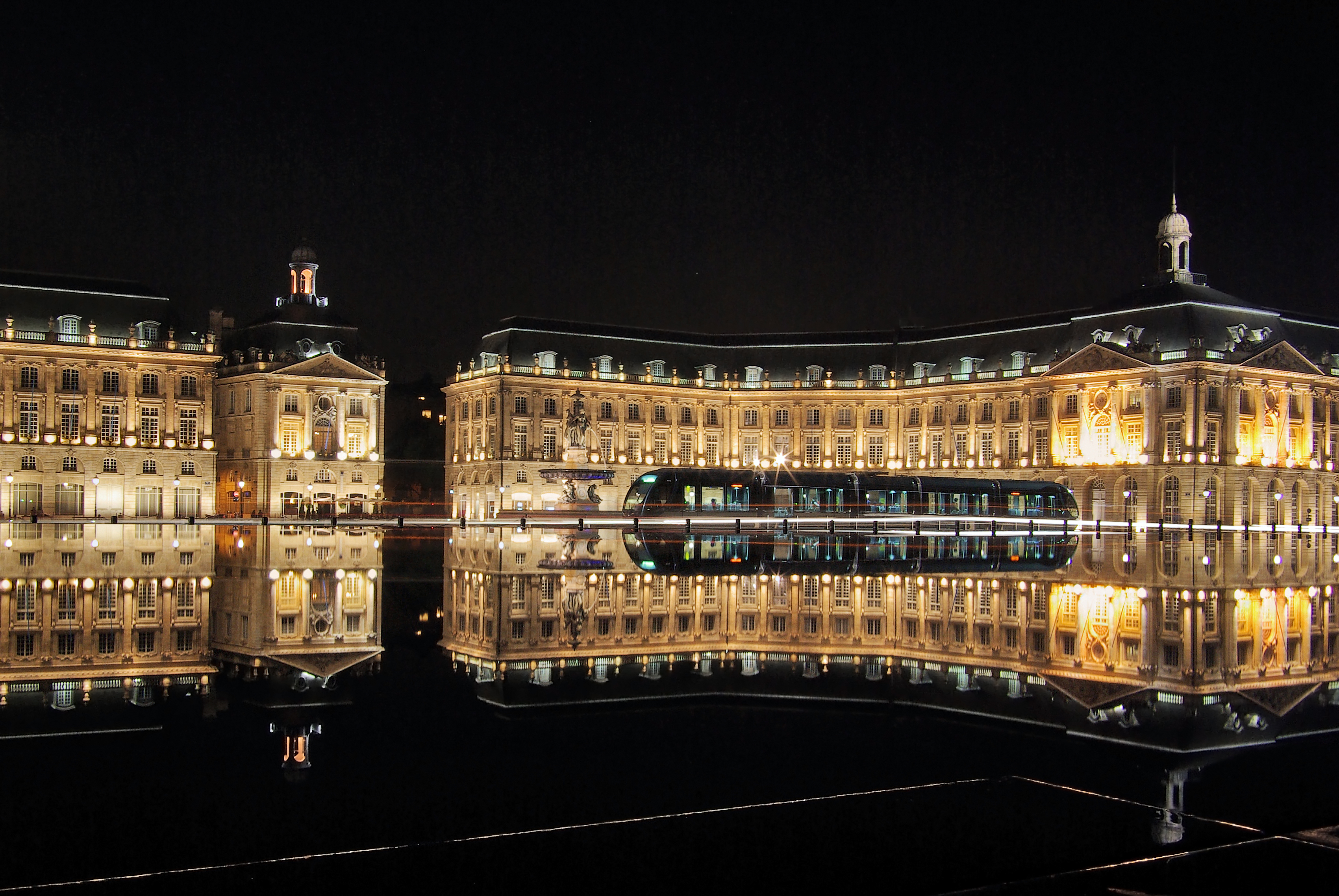
Het plein en de miroir d'eau bij nacht